# Şeyreh
Şeyreh (persiska: صیره) är en ort i Iran.   Den ligger i provinsen Khuzestan, i den västra delen av landet, 600 km sydväst om huvudstaden Teheran. Şeyreh ligger 15 meter över havet och antalet invånare är 214.
Terrängen runt Şeyreh är mycket platt.Runt Şeyreh är det ganska tätbefolkat, med 144 invånare per kvadratkilometer. Närmaste större samhälle är Qajarīyeh-ye Yek, 4,1 km söder om Şeyreh. Omgivningarna runt Şeyreh är i huvudsak ett öppet busklandskap.